# قرار مجلس الأمن التابع للأمم المتحدة رقم 1157
قرار مجلس الأمن التابع للأمم المتحدة رقم 1157، الذي تم تبنيه بالإجماع في 20 مارس 1998، بعد إعادة التأكيد على القرار 696 (1991) وجميع القرارات اللاحقة بشأن أنغولا، زاد المجلس عدد مراقبي الشرطة المدنية بما يصل إلى 83 فردًا لمساعدة كل من الحكومة الأنغولية ويونيتا حل القضايا في عملية السلام وتقليص العنصر العسكري لبعثة مراقبي الأمم المتحدة في أنغولا.
أعربت ديباجة القرار عن أسفها لفشل يونيتا في إنجاز مهامها بموجب بروتوكول لوساكا، وأشارت إلى الإعلانات الصادرة عن يونيتا بشأن التجريد الكامل لقواتها وإضفاء الشرعية على يونيتا كحزب سياسي.
وطالب مجلس الأمن حكومة الوحدة والمصالحة الوطنية، ولا سيما يونيتا، بإنجاز المهام المتبقية دون قيد أو شرط بموجب قرارات اتفاقات السلام وبروتوكول لوساكا ومجلس الأمن وإنهاء التأخير. تم تذكير جميع البلدان بمواصلة مراقبة القيود المفروضة في القرار 1127 (1997) والإبلاغ عن الانتهاكات إلى اللجنة المنشأة بموجب القرار 864 (1993). وأيد توصية الأمين العام كوفي عنان بتقليص العنصر العسكري لبعثة مراقبي الأمم المتحدة في أنغولا قبل 30 نيسان / أبريل 1998، مع بقاء سرية مشاة ووحدة مروحية وموظفين طبيين بحلول 1 تموز / يوليو 1998. وفي الوقت نفسه، سيزداد عدد مراقبي الشرطة تدريجياً إلى 83 مراقباً للمساعدة في تطبيع سلطة الدولة في جميع أنحاء أنغولا وتدريب الشرطة الوطنية.
وطلب القرار من الأمين العام بحلول 17 نيسان / أبريل 1998 أن يقدم تقريراً عن تنفيذ عملية السلام والإنهاء المتوقع لوجود بعثة مراقبي الأمم المتحدة في أنغولا والأمم المتحدة بعد 30 نيسان / أبريل 1998. وأدان بشدة الهجمات التي شنتها يونيتا على قوات حفظ السلام التابعة لبعثة المراقبين والسلطات الأنغولية. وطُلبت معلومات عن مواقع الألغام الأرضية، وتم التأكيد على سيادة القانون. واختتم المجلس كلمته بالقول إن عقد اجتماع قمة بين رئيس أنغولا خوسيه إدواردو دوس سانتوس وزعيم يونيتا جوناس سافيمبي يمكن أن يعجل بعملية السلام.

## روابط خارجية
- نص القرار في undocs.org